# Parameter
Een parameter is in de exacte wetenschappen een onbekende of variabele die de uiteindelijke toestand van een systeem, dan wel de uiteindelijke waarde van een uitdrukking bepaalt wanneer deze een waarde toegekend krijgt. De stand van de lichtknop is bijvoorbeeld een parameter van het lichtsysteem in de kamer. De temperatuur en de stand van de thermostaat zijn parameters van het verwarmingssysteem.
In de wiskunde gebruikt men een parameter om wiskundige objecten variabel te maken. Zo kan ax + 3 weliswaar opgevat worden als een functie van de twee variabelen a en x, maar kunnen we ook stellen dat we voor elke waarde van de parameter a een andere functie f hebben, gegeven door
ƒ(x) = ax + 3
In het eerste geval hebben we één functie met twee argumenten, in het andere geval vele functies met één argument, samengevat in één uitdrukking met een parameter en een argument. Argumenten worden vaak aangeduid met letters die aan het einde van het alfabet voorkomen, zoals x, y en z, zodat die gemakkelijk kunnen worden onderscheiden van parameters.

## Medische context
In de verpleegkunde zijn de belangrijkste parameters bij een patiënt  de temperatuur, hartslag, bloeddruk, zuurstofwaarde en glycemie.

## Uitspraak
Het woord parameter wordt op verschillende manieren uitgesproken, namelijk met de klemtoon op de eerste, tweede of derde lettergreep. De klemtoonregel in het Latijn (en Grieks) bepaalt voor dit woord met een voorvoegsel de klemtoon bij de laatste lettergreep van het voorvoegsel. Deze oorspronkelijke klemtoon op de tweede lettergreep (de tweede 'a') is de meest juiste: parameter.